# Чарити Бърбидж
Професор Чарити Бърбидж е измислена героиня от поредицата на Джоан Роулинг Хари Потър. Тя е учител по Мъгълознание в училището за магия и вълшебство Хогуортс до началото на седмата част, когато тя е изтезавана от Волдемор и е убита от неговата змия, Наджини. На нейно място е назначена смъртожадната Алекто Кароу.